# 申宗均
申宗均（韓語：신종균，羅馬化：Shin Jong-Kyun，简称：JK Shin），1956年1月16日—），韩国人，三星电子现任联席首席执行官兼国际IT与移动通信业务部长（社长级）（原为联席CEO兼国际IT与移动通信及智能手机业务部长）。他是带领三星集团在智能手机市场上走向成功的重要人物，也是全世界薪水最高的主管级员工。

## 生平
2015年12月1日，三星集团宣布将解除申宗均的智能手机业务部长职位，由高東真接替出任智能手机业务部长，但其仍是国际IT与移动通信业务部长（社长级）。
2020年1月20日，三星電子宣布高層人事變動，任命盧泰文（Taemoon Roh）擔任該公司IT暨行動通訊（IM）部門的總裁，將分擔該部門執行長高東真（Dong Jin Koh）在無線部門與IM部門的業務，現年52歲的盧泰文也是三星電子IM部門史上最年輕的董事長。